# Orquestra Sinfônica do Estado da República Popular Democrática da Coreia
A Orquestra Sinfônica do Estado da República Popular Democrática da Coreia (em coreano:  조선국립교향악단 - joseon gungrip gyohyangakdan) é a única grande orquestra na Coreia do Norte e a primeira lá estabelecida.

## História
A orquestra foi fundada em 8 de agosto de 1946 com o nome de Orquestra Sinfônica Central. Na década de 1970 a orquestra apresentou várias estreias mundiais de trabalhos Coreanos. O repertório da orquestra baseia-se em trabalhos de compositores norte-coreanos e obras de Gustav Mahler. Desde 1969 o maestro principal da orquestra é Byeong-Hwa Kim, mas a orquestra também já se apresentou com vários maestros, como  Jeong-Gyun Kim, Ho-Yun Kim, Gwang-Seong Choi, Mun-Yeong He,o Il-Jin Kim, Yeong-Sang Han, Jeong-Rim Jo, Jun-Mu Lee, Hong-Jae Kim e Francis Travis. 
No ano 2000, a orquestra visitou pela primeira vez a Coreia do Sul. Em 2002 foi a vez de uma orquestra sul-coreana se apresentar em conjunto com a OSERPDC em Pyongyang.